# Two Buttes
Two Buttes est une ville américaine située dans le comté de Baca dans le Colorado.
La ville doit son nom à la présence de deux buttes dans la région.

## Démographie
Selon le recensement de 2010, Two Buttes compte 43 habitants. La municipalité s'étend sur 0,25 milles carrés (0,65 km2).
| 1920 | 1930 | 1940 | 1950 | 1960 | 1970 |
| ---- | ---- | ---- | ---- | ---- | ---- |
| 93   | 158  | 158  | 121  | 111  | 138  |

| 1980 | 1990 | 2000 | 2010 | - | - |
| ---- | ---- | ---- | ---- | - | - |
| 84   | 63   | 67   | 43   | - | - |